# Baqtijar Baissejitow
Baqtijar Baghascharuly Baissejitow (kasachisch Бақтияр Бағашарұлы Байсейітов; * 29. September 1971) ist ein ehemaliger kasachischer Ringer. Er wurde 1998 Weltmeister im griechisch-römischen Stil im Weltergewicht.

## Werdegang
Baqtijar Baissejitow begann im Jahre 1983 als Jugendlicher mit dem Ringen. Er konzentrierte sich dabei auf den griechisch-römischen Stil und startete für Däulet Alma-Ata (heute Almaty). Trainiert wurde er von Tanat Saifindekow und von Däulet Turlychanow. Während seiner aktiven Zeit war das Ringen auch sein Beruf. Nach Beendigung seiner Laufbahn wurde er Trainer in Almaty.
Seine sportlichen Erfolge auf der internationalen Ringermatte begannen erst im Erwachsenenalter. 1993 nahm er an der Asien-Meisterschaft in Hiroshima teil und belegte dort im Mittelgewicht den 3. Platz. 1994 startete er erstmals bei einer Weltmeisterschaft. In Tampere stand er wieder im Mittelgewicht, konnte sich dort aber mit dem 15. Platz noch nicht im Vorderfeld platzieren.
1995 stellten sich dann die ersten großen Erfolge ein. Zunächst siegte er bei der Asien-Meisterschaft in Manila im Mittelgewicht vor Raatbek Sanatbajew aus Kirgisistan und Behrouz Jamshidi aus dem Iran. Dann konnte er auch bei der Weltmeisterschaft in Prag überzeugen, wo er erstmals in das Weltergewicht abtrainiert hatte. Hinter Yvon Riemer aus Frankreich und vor Filiberto Ascuy Aguilera aus Kuba belegte er den 2. Platz und wurde damit Vize-Weltmeister.
Nach einem 3. Platz bei der Asien-Meisterschaft 1996 in Xiaoshan/Volksrepublik China im Weltergewicht, in der Gewichtsklasse, in der er ab dieser Meisterschaft nunmehr immer an den Start ging, nahm er in diesem Jahr erstmals an den Olympischen Spielen teil. Er hatte ein schweres Los gezogen und unterlag in Atlanta in seinem ersten Kampf gegen Filiberto Ascuy Aguilera. Anschließend besiegte er Rodolfo Hernandez Vazquez aus Mexiko, verlor aber in seinem dritten Kampf gegen Józef Tracz aus Polen, womit er nur den 11. Platz erreichte.
Bei der Weltmeisterschaft 1997 in Wrocław belegte er den 5. Platz, besiegte dabei aber mit dem amtierenden Weltmeister Yvon Riemer, Murat Kardanow aus Russland und Nazmi Avluca aus der Türkei drei Weltklasseringer. Durch eine unerwartete Niederlage gegen Tamás Berzicza aus Ungarn platzten allerdings seine Medaillenhoffnungen. Schließlich verlor er auch noch gegen Olympiasieger Filiberto Ascuy Aguilera.
1998 gelang Baqtijar Baissejitow dann der größte Erfolg in seiner Laufbahn. Er wurde in Gävle Weltmeister. Auf dem Weg zu diesem Titel besiegte er u. a. seine Dauerrivalen Józef Tracz, Murat Kardanow und Filiberto Ascuy Aguilera, den er mit 9:3 Punkten geradezu deklassierte. Im gleichen Jahr siegte er auch noch bei den Asien-Spielen in Bangkok vor Takamitsu Katayama aus Japan und Kim Jung-sub aus Südkorea.
Im Jahre 1999 konnte er an diese Erfolge nicht anknüpfen. Er belegte bei der Asien-Meisterschaft in Taschkent nur den 5. Platz und verlor bei der Weltmeisterschaft in Athen gegen Nazmi Avluca und gegen Matt Lindland aus den Vereinigten Staaten und landete deshalb abgeschlagen auf dem 29. Platz. Dadurch war er nicht für die Olympischen Spiele in Sydney qualifiziert. Im Jahre 2000 musste Baqtijar Baissejitow dann deshalb vier schwere Olympia-Qualifikations-Turniere bestreiten, ehe er die für die Teilnahme in Sydney notwendige Punktzahl erreicht hatte. Kurz vor den Olympischen Spielen wurde er in Seoul noch einmal Asienmeister vor Takamitsu Katayama. Bei den Olympischen Spielen selbst verlor er dann seinen ersten Kampf gegen Marko Yli-Hannuksela aus Finnland. Trotz eines Sieges in seinem nächsten Kampf gegen Ex-Weltmeister Yvon Riemer musste er dem damaligen Reglement entsprechend ausscheiden und kam auf den 10. Platz.
Im Jahre 2001 kam Baqtijar Baissejitow bei der Weltmeisterschaft in Patras zu zwei Siegen, verlor aber in seinem dritten Kampf gegen den griechischen Lokalmatadoren Sergios Solonikis und kam auf den 7. Platz. Zum Schluss seiner Karriere als Ringer startete er nach einer vierjährigen Pause im Jahre 2005 noch einmal bei der Asienmeisterschaft in Wuhan und belegte dort hinter Danijar Kobonow aus Kirgisistan den 2. Platz.

## Internationale Erfolge
| Jahr | Platz | Wettbewerb                                          | Gewichtskl. | Ergebnis |
| 1993 | 3.    | Asien-Meisterschaft in Hiroshima                    | Mittel      | hinter Park Myung-suk, Südkorea u. Takahiro Makai, Japan |
| 1994 | 15.   | WM in Tampere                                       | Mittel      | Sieger: Thomas Zander, Deutschland vor Tuomo Karila, Finnland u. Waleri Zilent, Belarus                                                                     |
| 1995 | 1.    | Asien-Meisterschaft in Manila                       | Mittel      | vor Raatbek Sanatbajew, Kirgisistan u. Behrouz Jamshidi, Iran                                                                                               |
| 1995 | 2.    | WM in Prag                                          | Welter      | hinter Yvon Riemer, Frankreich, vor Filiberto Ascuy Aguilera, Kuba, Mnazakan Iskandarjan, Russland u. Mircea Constantin, Rumänien                           |
| 1995 | 3.    | Welt-Cup                                            | Welter      | hinter Murat Kardanow, Russland u. Alexei Banes Duany, Kuba, vor Erik Hahn, Deutschland u. Marty Morgan, USA                                                |
| 1996 | 3.    | Asien-Meisterschaft in Xiaoshan/Volksrepublik China | Welter      | hinter Kim Jin-soo, Südkorea u. Takamitsu Katayama, Japan                                                                                                   |
| 1996 | 11.   | OS in Atlanta                                       | Welter      | nach einer Niederlage gegen Filiberto Ascuy Aguilera, einem Sieg über Rodolfo Hernandez Vazquez, Mexiko u. einer Niederlage gegen Józef Tracz, Polen        |
| 1997 | 5.    | WM in Wrocław                                       | Welter      | mit Siegen über Yvon Riemer u. Murat Kardanow, Niederlagen gegen Tamás Berzicza, Ungarn u. Filiberto Ascuy Aguilera u. einem Sieg über Nazmi Avluca, Türkei |
| 1997 | 3.    | Welt-Cup in Teheran                                 | Mittel      | hinter Hamza Yerlikaya, Türkei u. Behrouz Jamshidi |
| 1997 | 1.    | Asia-Oceania Cup in Bangkok                         | Mittel      | vor Farshid Kafaei Zadeh, Iran u. Kang Joon-kee, Südkorea                                                                                                   |
| 1998 | 1.    | WM in Gävle/Schweden                                | Welter      | mit Siegen über Józef Tracz, Börge Johansen, Norwegen, Xviça Biçinaşvili, Aserbaidschan, Murat Kardanow u. Filiberto Ascuy Aguilera                         |
| 1998 | 1.    | Asien-Spiele in Bangkok                             | Welter      | vor Takamitsu Katayama u. Kim Jung-sub, Südkorea |
| 1999 | 5.    | Asien-Meisterschaft in Taschkent                    | Welter      | hinter Kim Jin-soo, Juri Witt, Usbekistan, Takamitsu Katayama u. Niya Saiyi, China                                                                          |
| 1999 | 29.   | WM in Athen                                         | Welter      | nach Niederlagen gegen Nazmi Avluca (0:3 Punkte) u. Matt Lindland, USA (2:3 Punkte)                                                                         |
| 2000 | 9.    | Olympia-Qualifikations-Turnier in Faenza            | Welter      | Sieger: Wjatscheslaw Makarenko, Belarus vor Xviça Biçinaşvili                                                                                               |
| 2000 | 4.    | Olympia-Qualifikations-Turnier in Clermont-Ferrand  | Welter      | hinter Marko Yli-Hannuksela, Finnland, Xviça Biçinaşvili u. Takamitsu Katayama                                                                              |
| 2000 | 10.   | Olympia-Qualifikations-Turnier in Taschkent         | Welter      | Sieger: Kim Jin-soo vor Evgeni Erofailov, Usbekistan |
| 2000 | 3.    | Olympia-Qualifikations-Turnier in Alexandria        | Welter      | hinter Matt Lindland u. Ewgeni Jerofailow |
| 2000 | 1.    | Asien-Meisterschaft in Seoul                        | Welter      | vor Takamitsu Katayama u. Seyed Hossein Marashian, Iran |
| 2000 | 10.   | OS in Sydney                                        | Welter      | nach einer Niederlage gegen Marko Yli-Hannuksela u. einem Sieg über Yvon Riemer                                                                             |
| 2001 | 7.    | WM in Patras                                        | Welter      | nach Siegen über Georgi Dschindwelaschwili, Georgien u. Akos Korica, Jugoslawien u. einer Niederlage gegen Sergios Solonikis, Griechenland                  |
| 2005 | 2.    | Asien-Meisterschaft in Wuhan                        | Welter      | hinter Danijar Kobonow, Kirgisistan, vor Choi Duk-hoon, Südkorea                                                                                            |

## Erläuterungen
- alle Wettbewerbe im griechisch-römischen Stil
- OS = Olympische Spiele, WM = Weltmeisterschaften
- Weltergewicht, bis 1996 bis 74 kg, von 1997 bis 2001 bis 76 kg, seit 2002 bis 74 kg Körpergewicht, Mittelgewicht, bis 1996 bis 82 kg, von 1997 bis 2001 bis 85 kg Körpergewicht